# Walory
Walory – potoczne i często używane w informacjach finansowych i literaturze ekonomicznej określenie papierów wartościowych, w szczególności tych, które są notowane na giełdzie papierów wartościowych.